# Постоялко, Александр Викторович
Алекса́ндр Ви́кторович Постоя́лко (род. 21 июня 1976, Унеча, Брянская область) — гвардии майор ВС РФ, участник Второй чеченской войны, Герой Российской Федерации (2000). На момент присвоения звания Героя — командир взвода управления артиллерийской батареи 1141-го гвардейского артиллерийского полка 7-й гвардейской Краснознамённой ордена Кутузова 2-й степени воздушно-десантной дивизии, с 2007 года — в запасе, с 2013 года — глава администрации города Унеча Брянской области.

## Биография
Родился 21 июня 1976 года в городе Унеча Брянской области. С 1983 года по 1993 год учился в школе № 1.
В 1993 году поступил на службу в Вооружённые Силы. В 1998 году окончил Михайловское высшее артиллерийское командное училище по специальности инженер-электромеханик, после чего поступил на службу в воздушно-десантные войска.
С 1998 года — командир самоходно-артиллерийского взвода, после — командир взвода управления артиллерийской батареи 1141-го гвардейского артиллерийского полка (г. Анапа).
С сентября 1999 по февраль 2000 года — участник второй чеченской войны.
В ноябре 1999 года в районе села Аллерой был в составе разведгруппы, которая выявила расположение банды боевиков, атаковала их (отбив захваченный ранее БТР) и уничтожила трёх боевиков. Однако к неприятелю подошло подкрепление, боевики контратаковали разведгруппу. В ходе боя Александр Постоялко корректировал огонь артиллерии, в том числе и в ночное время (по вспышкам выстрелов), благодаря чему были уничтожены минометная позиция боевиков и машина с 5 боевиками в ней. Старший лейтенант Александр Постоялко в этом бою был ранен в ногу и контужен.
В одном из следующих боёв под огнём противника оказал медицинскую помощь лейтенанту, которому взрывом оторвало ноги, остановил кровотечение и ползком на себе около километра выносил его из-под огня.
Указом Президента Российской Федерации от 22 мая 2000 года за мужество и героизм, проявленные в контртеррористической операции на Северном Кавказе, гвардии старшему лейтенанту Постоялко Александру Викторовичу присвоено звание Героя Российской Федерации с вручением медали «Золотая звезда». 13 июля 2000 года состоялось само награждение.
После присвоения звания Героя Александр Постоялко продолжил службу, командовал батареей в 1141-м гвардейском артиллерийском полку.
- В августе 2000 — ноябре 2001 года выполнял миротворческую миссию в автономном крае Косово: заместитель командира минометной батареи, начальник штаба базового района, начальник химической службы батальона, военный дознаватель.
- В 2002 году — командир 21-й отдельной роты охраны и обслуживания 38-го отдельного полка связи Воздушно-десантных войск (г. Щёлково Московской области).
- С 2004 года он — начальник курса[3], позднее — старший помощник начальника учебной части в Военном Университете Министерства обороны Российской Федерации.
- С 2007 года (по другим данным, с 2008 года[1]) майор А. В. Постоялко — в запасе.
- С 2009 года — депутат Унечского районного совета народных депутатов.
- С 1 декабря 2010 года Распоряжением Главы Унечской городской администрации назначен заместителем главы Унечской городской администрации[4].
- 27 февраля 2012 года решением городского Совета народных депутатов назначен Главой Унечской городской администрации[1].
- 23 марта 2015 года начальник управления общественных проектов Правительства Брянской области

## Признание и награды
29 июля 2003 года Александру Викторовичу присвоено звание «Почётный гражданин Унечского района».
Награждён медалью ООН.

## Семья
Мать — Валентина Михайловна Постоялко, отец — Виктор Евстафьевич. Женат, воспитывает сына.